# Ay, Ay Sailor
«Ay, Ay Sailor» — песня испанского дуэта Baccara, написанная продюсером группы Рольфом Соей и сонграйтером Франком Досталем.
В октябре 1979 года композиция была выпущена как сингл в ряде европейских стран; второй стороной стала песня «One, Two, Three, That’s Life». Однако попасть в чарты релизу удалось лишь в Германии (39-я позиция).

## Список композиций
7" сингл (RCA PB 5666)
1. «Ay, Ay Sailor» — 3:52
2. «One, Two, Three, That’s Life» — 3:41

## Позиции в чартах
| Чарт (1979)          | Высшая позиция |
| -------------------- | -------------- |
| German Singles Chart | 39             |